# Мако (Легенда про Корру)
Мако (англ. Mako) — персонаж мультсеріалу «Легенда про Корру», один із головних героїв та член команди Аватара. Він названий на честь покійного актора, який озвучував дядька Айро у перших двох сезонах «Аватар: Останній захисник».
Мако — маг вогню і блискавки, старший брат Боліна. Один з найкращих гравців «Арени боїв», капітан команди «Вогненні тхори». Його батьків убили, коли Мако було 8, і з цього часу йому і його братові доводилося поневірятися по вулиці, поки його не зустрів колишній учасник боїв на ім'я Тоза. Той помітив дивовижні здібності двох братів, коли вони билися на вулиці, і запропонував їм жити на горищі «Арени», роблячи різну роботу. Дуже турбується про свого брата Боліна. У другому сезоні лається з Коррою, і вони розлучаються. Після цього проявляються натяки на відродження роману з Асамі.

## Цікаві факти
Мако у перший книзі вік 18 у другій і третій 19 а у четвертій 22.
Від свого брата Боліна від серйозний і розумний. Дуже його любить і захищає.
У нього залишився від батьків червоний шарф якіх вбили десять років тому.Потім він відає його бабусі коли вона дізналася що сина більше немає.
Мако володіє блисковкою він з Корою зупиняв Амона який хотів забрати магію і переміг Мен хуа із банди Захіра який отруїв Кору
У другому сезоні стає поліціантом у Лін у четвертому охоронцем принца Ву.
Мако не може визначити яка жінка йому подобається. Спочатку він закохався дівчину яка його збила на мопеді у Асамі у її гарну зовнішність і зустрічається з неї, поки вона не дізнається від його брата що він і Корра цілувалися і вирішує розірвати з ним стосунки. Пізніше коли він дізнається що Корру викрав Тарлок та починає відчувати до неї потяг і у кінці книзі починає з неї зустрічатись. У другому сезоні коли Кора просить підтримки і допомоги у нього він зосереджений на своєї роботі і Кора сваритися з ним і він розриває з неї стосунки. Пізніше Асамі дізнається що вони вже не пара цілує його і вони зав'язують не надовго роман поки не з'являється Кора яка втратила пам'ять і цілує його. Потім він при Асамі збрихав Корі що вони просто посварились на вони припиняють свій роман. У кінці другої книги він всеж розказує правду Корі але вона оновила пам'ять і вони закінчують свої стосунки на завжди. У третій книзі бабуся його питає, чому він не зустрічається ні з однієї дівчиною із Команди Аватар.